# Carsten Podlesch
Carsten Podlesch (Berlín, 6 de septiembre de 1969) es un deportista alemán que compitió en ciclismo en la modalidad de pista, especialista en la prueba de medio fondo. Es hijo del también ciclista Rainer Podlesch.
Ganó cuatro medallas en el Campeonato Mundial de Ciclismo en Pista entre los años 1991 y 1994.

## Medallero internacional
| Campeonato Mundial | Campeonato Mundial   | Campeonato Mundial | Campeonato Mundial |
| Año                | Lugar                | Medalla            | Competición        |
| ------------------ | -------------------- | ------------------ | ------------------ |
| 1991               | Stuttgart (Alemania) | Medalla de bronce  | Medio fondo (A)    |
| 1992               | Valencia (España)    | Medalla de oro     | Medio fondo (A)    |
| 1993               | Hamar (Noruega)      | Medalla de bronce  | Medio fondo        |
| 1994               | Palermo (Italia)     | Medalla de oro     | Medio fondo        |